# Carme XCIII
Il Carme XCIII di Catullo è il novantatreesimo del Liber, ovvero la raccolta delle opere dell'autore, compilata probabilmente dopo la sua morte in maniera arbitraria, secondo un ordine legato alla metrica dei singoli componimenti, piuttosto che cronologico o tematico.
Questo carme, genericamente intitolato “Disinteresse per Cesare”, appartiene alla sezione degli epigrammi (Carmi 69-116).
Il Carme XCIII è un epigramma rivolto a Cesare, il quale, secondo la testimonianza di Svetonio, avrebbe tentato una riconciliazione con il poeta in seguito agli epigrammi 29 e 51. La riappacificazione, probabilmente motivata anche dall'antica amicizia che legava il generale ed il padre di Catullo, venne inizialmente rifiutata e in seguito accolta. Tuttavia non c'è ancora traccia di tale ravvedimento in questo componimento, pertanto sembra lecito collocarlo in un periodo antecedente alla riconciliazione.

## Testo
Metro: Distico elegiaco
(Carme 93)

## Analisi
In questo carme è evidente il ricorso al registro colloquiale, denotando l'impiego del sermo familiaris (che, in combinazione al linguaggio letterario, costituisce lo stile catulliano). Per comunicare a Cesare la sua indifferenza, Catullo fa uso di un proverbio più volte documentato in latino, da Cicerone a Gerolamo: "Né m'importa di saperti bianco o nero" (Nec scire utrum sis albus an ater homo). Al fine di valorizzare l'espressione proverbiale anche sul piano fonetico-lessicale, i termini coinvolti sono legati da isosillabismo e allitterazione (al-bus/ a-ter).
Inoltre, sebbene il panorama politico e civile dell'epoca fosse popolato da arrampicatori pronti a tutto per accaparrarsi i favori di Cesare, Catullo pone l'accento sulla sua totale noncuranza nei confronti dell'importante personaggio, servendosi di diversi espedienti: la negazione, ripetuta con forza all’inizio di ciascuno dei due versi (Nil... nec) e la concentrazione nel v. 1 dei due sinonimi studeo e volo, legati all’idea dell’intenzionalità e dello sforzo.
- Nil: forma arcaica per nihil ("non"). L'espressione nil nimium ("non molto") è attestata anche in Marziale nella variazione non nimium curo
- Studeo velle: il velle non è propriamente pleonastico, ma accentua l'atto volitivo
- Albus an ater: locuzione proverbiale (Cicerone, Phil. 2, 41: vide quam te amarit is qui albus aterne fuerit ignoras). Catullo si propone dunque di ignorare chi sia Cesare; più difficile è che invece alludesse alle qualità morali.